# جغرافی‌دان

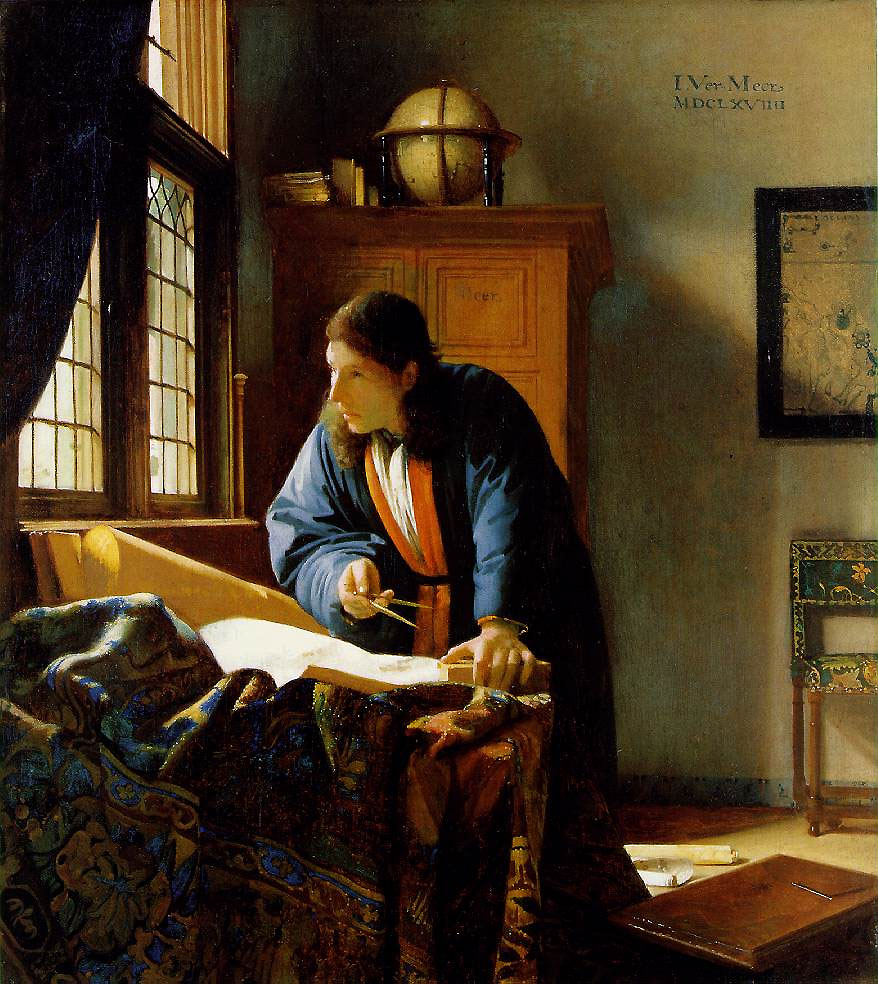
جغرافی‌دان (۶۹–۱۶۶۸), اثر یوهانس فرمیر

جغرافی‌دان پژوهش‌گری است که زمینهٔ مورد مطالعهٔ او جغرافیا، بررسی محیط طبیعی کرهٔ زمین و جامعهٔ انسانی شامل اجتماعات و گروه‌ها و کنشگران از جمله نحوه تعامل جامعه و طبیعت است.
هرچند جغرافی‌دانان در تاریخ به عنوان کسانی که نقشه‌های شناخته شده را تولید می‌کردند معرفی شده‌اند، ساخت نقشه در واقع زمینهٔ مطالعهٔ نقشه‌کشی نیست و بلکه نقشه‌نگاری است که یکی از زیر مجموعه‌های جغرافیاست. جغرافی‌دانان نه تنها اطلاعات مربوط به محیط زیست طبیعی یا جامعهٔ انسانی را مطالعه می‌کنند، بلکه آن‌ها ارتباط متقابل میان این دو را نیز بررسی می‌کنند؛ مثلاً، آن‌ها چگونگی تعاون و هم‌یاری محیط زیست طبیعی را با جامعهٔ انسانی و این‌که چگونه جامعهٔ انسانی خود بر محیط زیست طبیعی تأثیر می‌گذارد.
جغرافی‌دانان فیزیکی به ویژه به مطالعهٔ محیط زیست طبیعی می‌پردازند، در حالی که جغرافی‌دانان انسانی جامعهٔ انسانی را مورد مطالعه قرار می‌دهند. جغرافی‌دانان مدرن عوامل اولیهٔ سامانه اطلاعات جغرافیایی (جی‌آی‌اس GIS) هستند، که اغلب در استخدام نهادهای محلی، ایالتی، و سازمان‌های دولت مرکزی و همچنین در بخش خصوصی توسط شرکت‌های زیست‌محیطی و مهندسی مشغول به کارند.
تصور می‌شود که نقاشی‌های یوهانس فرمیر با نام‌های جغرافی‌دان (The Geographer) و ستاره‌شناس (The Astronomer) هر دو نشان‌دهندهٔ تأثیر و افزایش برجستگی تحقیقات علمی در اروپا در زمان آن نقاشی‌ها در سال‌های ۱۶۶۸–۱۶۶۹ بوده‌است.